# Pléopode

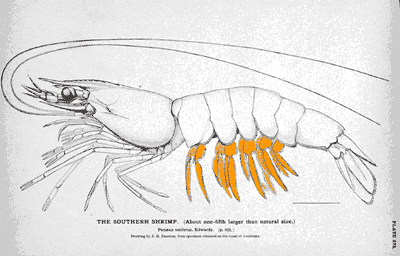
Pléopodes d'une crevette.

Les pléopodes sont des appendices locomoteurs portés par le pléon (abdomen) de certains crustacés. 

## Description

### Morphologie
Ces pattes natatoires se distinguent des péréiopodes, appendices marcheurs, nageurs ou fixateurs (selon les espèces) portés par le péréion (thorax) et des uropodes, palettes natatoires au niveau de l'extrémité de du pléon. Pléopodes et uropodes peuvent être secondairement réduits, voire perdus.
Le pléon porte 5 paires de pléopodes.